# Сегодня мы поём
«Сегодня мы поём» (англ. Tonight We Sing) — американский цветной музыкальный фильм (фильм-опера) режиссёра Митчелла Лейзена.

## Сюжет
В фильме представлены исполнения оперных арий и инсценировка сцены из классических опер «Борис Годунов» Мусоргского, «Фауст» Гуно, «Мадам Баттерфляй» Пуччини, «Травиата»  Верди и других. Балерина Тамара Туманова в роли Анны Павловой выступает в трёх балетных сценах фильма.
Фильм основан на книге «Импресарио» 1946 года — автобиографии Солома Юрока, сам он выступил при съёмках в качестве консультанта.

С Дэвидом Уэйном, играющим мистера Юрока, русский иммигрант, приехавший на эти берега ни с чем, кроме надежды в кармане, а ныне известный концертный менеджер, и с Эцио Пинзой, Робертой Питерс, Тамарой Тумановой, Айзеком Стерном и голосом Жана Пирса в качестве побочных исполнителей, это большое двухчасовое техноцветное шоу представляет собой бессвязный конгломерат музыкальной культуры и дешевой романтики, от которой перехватывает горло. ... оперная музыка редко была поставлена и спета с таким великолепием, как в этой сентиментальной дани театральному творчеству этого человека.— кинокритик Босли Краузер, газета «New York Times», 1953 год

## В ролях
- Дэвид Уэйн — Солом Юрок
- Эцио Пинца — Фёдор Шаляпин
- Роберта Питерс — Эльза Вальдин
- Энн Бэнкрофт — Эмма Юрок
- Тамара Туманова — Анна Павлова
- Айзек Стерн — Эжен Изаи
- Байрон Палмер — Грегори Лоуренс
- Оскар Карлвайс — Бенджамин Голдер
- Михаил Разумный — Николай
- Стивен Герей — Прэджер
- Лела Блисс — миссис Гранек
- Гарри Хейден — мистер Гранек
- Оскар Береги — доктора Маркофф
- Джордж Стоун — импрессарио